# Antium

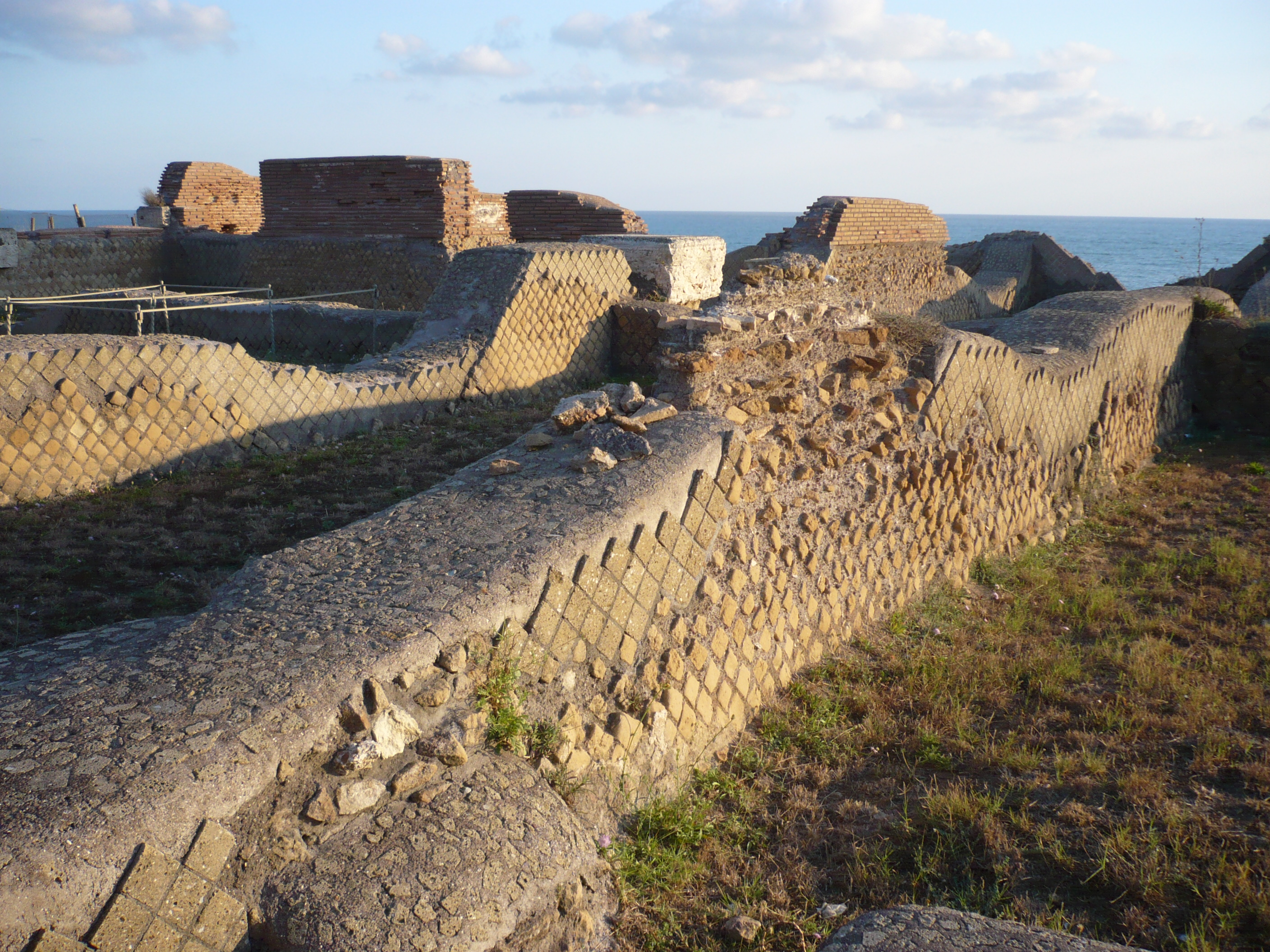
A Domus Neroniana romjai Antiumban

Antium (ma Porto d’Anzio illetve Anzio) ókori város Rómától délre. Nero római császár szülővárosa.

## Fekvése
Egy tengerbe nyúló sziklacsúcson feküdt Latiumban, Rómától délre. 

## Történelme
A monda szerint Odüsszeusz és Kirké egyik fia alapította. Sokáig etruszk kalózok székhelye volt. Tarquinius Superbus a Latin Szövetségbe vonta, később a volszkokhoz pártolt akiknek főhelye lett. Kr. e. 468-ban meghódították a rómaiak s gyarmatosították. A Kr. e. 338-ban történt második bevétele után elvesztette összes hadihajóját, amelyeknek orrát Rómába vitték a szónoki szék díszítésére (innen származik a Rostra név). A Római Köztársaság végén ismét jelentőségre tett szert mint a római előkelők kedvelt tengerparti nyaralóhelye. A Nyugatrómai Birodalom bukása után kikötőjével együtt elpusztult.

## Látnivalói
Híres temploma volt Antiumban Aszklépiosznak, Neptunusnak és Fortunának, illetve fényes palotája Nerónak, aki itt született. A pompás római nyaralók romjai közül sok értékes műkincs került már napvilágra. Itt találták meg 1489-ben a belvederei Apollónt, 1894-ben pedig itt ásták ki Theodoricus palotáját, amelyet eleinte Jupiter Anxur templomának hittek. 

### Az antiumi leány
Az antiumi leány egy Antiumban talált márványszobor, amely 1909 óta a római Museo déllé Terme egyik dísze. Valószínűleg Lüszipposz egyik követőjének munkája a Kr. e. 3. századból. Festői redőzetű ruhában, élénk mozgásban levő leányt ábrázol, kezében áldozathoz szükséges eszközökkel.